# Otto Theodor von Seydewitz
Otto Theodor von Seydewitz (né le 11 septembre 1818 à Großbadegast et décédé le 12 novembre 1898 à Biesig près de Reichenbach) est un homme politique allemand qui est président du Reichstag de l'Empire allemand (de) de 1879 à 1880. 

## Biographie

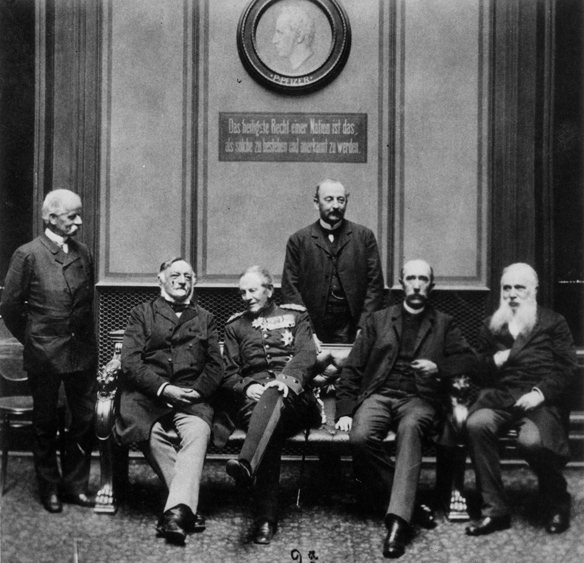
Membres du groupe au Reichstag du parti conservateur allemand (de gauche à droite): Rudolph Wichmann, Otto von Seydewitz, Helmuth von Moltke, Conrad von Kleist, Otto von Helldorff, Karl Gustav Ackermann.

Otto Theodor von Seydewitz est issu de la famille Seydewitz et est le deuxième fils de Kurt von Seydewitz (1780-1853). Il obtient son diplôme en droit à Berlin et entre en 1840 comme auscultateur dans la fonction publique de la Justice. Il entre en service administratif en 1842 et travaille de 1844 à 1845 au bureau de district de Mersebourg . 
En 1855, il est élu Landeshauptmann de la province prussienne de Haute-Lusace et, en 1858, administrateur de l'arrondissement de Görlitz. En 1864, Landeshauptmann et chef d'État de la Haute-Lusace prussienne. À partir de 1845, il est membre du parlement de Haut-Lusace et, depuis 1851, membre du bureau du maréchal du parlement de Silésie . En 1875, il est nommé président du comité provincial.  Otto Theodor von Seydewitz est devenu membre de la Direction centrale du paysage et président de la Société des sciences de Haute-Lusace. De 1867 à 1871, il est député du Reichstag de la Confédération de l'Allemagne du Nord et de 1871 à 1884 du Reichstag allemand et rejoint le parti conservateur.  Il représente la 10e circonscription du district de Liegnitz. 
Le 21 mai 1879, il est élu après la démission de Max von Forckenbeck, président du Reichstag et est nommé en août 1879 à la place de Robert von Puttkamer, haut président de la Silésie. En 1880, il refuse d'être réélu. Seydewitz n'est jamais apparu en séance plénière, mais il a eu une grande influence dans la faction conservatrice.

## Postérité
Un monument d'Otto von Seydewitz se trouvait à Reichenbach, à l'angle de la Bahnhofstraße / Gartenstraße, en face de la Haus Bahnhofstr. 13  L'endroit est toujours libre et clôturé par des haies, mais il n'y a qu'un piédestal en pierre, qui n'est pas le piédestal du monument d'origine - si vous le comparez avec de vieilles cartes postales. 